# TIPA
TIPA はLaTeX上で国際音声記号 (IPA) やその他の音声記号を表示するための自由ソフトウェアである。東京大学の福井玲によって開発された。より古い TSIPA というソフトウェアが元になっている。
TeX標準の書体であるComputer Modernに合わせたデザインのほかいくつかの書体が利用可能。利用したい記号に対応するマクロ名を入力するか、次の環境内でショートカット文字を利用する。例えば、曖昧母音[ə]は\textschwa命令、または以下の環境内でショートカット文字@を用いることで表示できる。
- \textipa{...}
- {\tipaencoding ...}
- \begin{IPA} ... \end{IPA}

## 使用例
| LaTeX原稿         | \textipa{[""Ekspl@"neIS@n]} | \textipa{[/f@"nEtIks/]} |
| 出力              |                             |                         |
| Unicodeによる表示 | [ˌɛkspləˈneɪʃən]            | [fəˈnɛtɪks]             |